# Марк Азіній Атрацін
Марк Азі́ній Атраці́н (лат. Marcus Asinius Atratinus; друга половина I століття) — політичний та державний діяч часів Римської імперії, консул 89 року.

## Біографічні відомості
Ймовірно походив з бокової гілки роду нобілів Азініїв та був нащадком консула 8 року до н. э. Гая Азінія Галла. У 89 році Атраціна обрали консулом разом з Титом Аврелієм Фульвом. Про подальше його життя відомості не збереглися.

## Родина
Супругою Марка Азінія Атраціна була Аннія.